# FC Hämeenlinna
FC Hämeenlinna is een Finse voetbalclub uit de stad Hämeenlinna. De club is opgericht in 1991 en speelt de thuiswedstrijden in het stadion Kaurialan Kenntä. De traditionele kleur is wit.

## Historie
Na de oprichting in 1991 promoveerde FC Hämeenlinna in 1993 naar de Kakkonen, de derde klasse. Binnen één seizoen promoveerde de club nog een niveau, naar de Ykkönen. Men degradeerde in 1998 uit de Ykkönen, maar wist binnen een jaar weer terug te komen.
In 2001 promoveerde FC Hämeenlinna naar de Veikkausliiga, de hoogste voetbalcompetitie van Finland. De ploeg wist zich twee seizoenen te handhaven. Sinds 2005 kwam FC Hämeenlinna weer uit in de Ykkönen.
Het hoogtepunt uit de relatief korte clubhistorie is het bereiken van de Finse bekerfinale in 2004. FC Hämeenlinna verloor in de blessuretijd met 2-1 van MyPa-47 en miste daardoor de beker én deelname aan Europees voetbal.
In het seizoen april 2005 - november 2005 waren er veel Nederlandse invloeden bij FC Hämeenlinna. Er kwam een Nederlandse grootaandeelhouder en Jan Everse werd als technisch directeur aangesteld. Daarnaast ontstond een samenwerkingsverband met SC Heerenveen.
FC Hämeenlinna stond tijdens de voorbereiding en competitiestart van 2005 onder leiding van de Nederlander Danny Hoekman. Na een ongeslagen reeks leverde Hoekman na onenigheid met de Nederlandse clan zijn contract in en werd hij in mei opgevolgd door een andere Nederlander, Geert Meijer, die er tot het einde van het seizoen werkzaam was.
Na 2012 zakte het weg naar de amateurreeksen. Het had al nauwe banden met HJS Hämeenlinna en bleef die ook voortzetten. Na 2015 werden de activiteiten van het standaardelftal stopgezet. 
| 2002 | Veikkausliiga | 10e plaats | Handhaving |
| 2003 | Veikkausliiga | 11e plaats | Handhaving |
| 2004 | Veikkausliiga | 14e plaats | Degradatie |
| 2005 | Ykkönen       | 11e plaats | Handhaving |
| 2006 | Ykkönen       | 11e plaats | Handhaving |
| 2007 | Ykkönen       | 4e plaats  | Handhaving |
| 2008 | Ykkönen       | 3e plaats  | Handhaving |
| 2009 | Ykkönen       | 6e plaats  | Handhaving |

## Erelijst
- Ykkös Cup

1996, 2001

## Bekende spelers en trainers
- Ismo Lius
- Danny Hoekman
- Geert Meijer
- Harri Nyyssönen
- Petri Pasanen